# Jonathan Raymond
Œuvres principales
Wendy et Lucy
Jonathan Raymond, né le 26 juin 1971 à San Francisco aux États-Unis, est un écrivain et scénariste américain contemporain.

## Biographie
Jon Raymond grandit dans le Nord-Ouest des États-Unis et suit des études à New York. De retour en Oregon, il fréquente le milieu cinématographique local où il fait notamment la connaissance de Neil Kopp et Todd Haynes, futurs producteurs de ses films.
Il publie son premier roman, The Half-Life, en mai 2004. Le livre est bien accueilli par la critique américaine et sera adapté au cinéma quinze ans plus tard sous le titre First Cow.
La même année, il écrit Old Joy, une nouvelle inspirée par le travail photographique de Justine Kurland dont l'action se déroule à Bagby Hot Springs, des sources chaudes bien connues de Jon Raymond, de ses collègues du magazine Plazm et de son ami Todd Haynes qui y ont déjà mis en scène et filmé Bigfoot. Jon Raymond adapte rapidement Old Joy en scénario, persuadé que « le format de la nouvelle est bien plus adapté au film [que le roman]. Le ratio est assez direct ».
Par l'intermédiaire de Todd Haynes, il rencontre la réalisatrice Kelly Reichardt qui réalise en 2006 l'adaptation cinématographique de la nouvelle. Le personnage principal est joué par le chanteur Will Oldham, la bande originale est composée par Yo La Tengo et le film est présenté au festival du film de Sundance et au festival international du film de Rotterdam.
En 2008,  Raymond coécrit le scénario du film Wendy et Lucy en adaptant à nouveau une de ses propres nouvelles, Train Choir, publiée en 2008 dans le recueil Wendy and Lucy (Livability: Stories dans sa version originale). Kelly Reichardt se charge une nouvelle fois de la réalisation. En 2009, le recueil de nouvelles remporte le Ken Kesey award de la meilleure fiction décerné par l'institut d'Oregon pour les arts littéraires.
Jonathan Raymond vit actuellement à Portland, dans l'Oregon. Il contribue aux magazines Tin House, Plazm, Artforum et Modern Painters. Il enseigne à l'université The New School de New York.

## Œuvres
- (en) The Half-Life: A Novel, Bloomsbury, 2004  (ISBN 978-1582345789)
- (en) Old Joy avec Justine Kurland, Bloomsbury, 2004  (ISBN 978-1582345789)
- (en) Livability: Stories, Bloomsbury, 2008  (ISBN 978-1596916555)
  - (fr) Wendy et Lucy, traduction de Nathalie Bru chez Albin Michel, coll. « Terres d'Amérique », 2010
- (en) Rain Dragon, Bloomsbury, 2012  (ISBN 978-1608196791)
  - (fr) La Vie idéale, traduction de Nathalie Bru chez Albin Michel, coll. « Terres d'Amérique », 2016  (ISBN 978-2226393081)

## Scénariste
- 2006 : Old Joy de Kelly Reichardt
- 2008 : Wendy et Lucy de Kelly Reichardt
- 2010 : La Dernière Piste de Kelly Reichardt
- 2011 : Mildred Pierce (série TV) de Todd Haynes
- 2014 : Night Moves de Kelly Reichardt (avec cette dernière)
- 2019 : First Cow de Kelly Reichardt (avec cette dernière), adapté de son roman The Half-Life (2004)